# Pobrecito mortal
«Pobrecito mortal», cuyo título completo es «Pobrecito mortal, si quieres ver menos televisión, descubrirás qué aburrido estarás por la tarde», es una canción compuesta e interpretada por primera vez por Raúl Alarcón, conocido popularmente como Florcita Motuda, que aparece en su álbum homónimo de 1978.
Fue la canción que representó a Chile en el Festival de la OTI de 1978 después de haber obtenido la victoria en la final nacional de ese año. 
En la edición de ese año, celebrada justamente en Santiago de Chile, participó en el tercer turno, y consiguió un total de diecisiete puntos, quedando en la posición número 7 de un total de diecinueve participantes.Con todo, tiene el récord de ser la canción con el título más largo en la historia del festival.
Florcita Motuda volvería a representar a Chile en la OTI en 1981 y 1998, siendo triunfador de la segunda de estas.

## Versión
Jorge González grabó una versión en 2011, que fue lanzado como sencillo. Este sencillo no pertenecía a ningún álbum de González hasta que posteriormente se agregó a la lista de canciones del disco Antología y fue su primer sencillo como solista desde «Allende vive» en 2000. González tocó en vivo la canción en el teatro Caupolicán, en el 2011, Florcita Motuda estuvo entre el público.